# Mariä-Geburt-Kirche (Żabin)
Die Kirche der Geburt der Allerheiligsten Jungfrau Maria (polnisch Kościół Narodzenia Najświętszej Maryi Panny) ist eine katholische Pfarrkirche in Żabin in der polnischen Woiwodschaft Ermland-Masuren. Bis 1945 war sie evangelische Pfarrkirche von Klein Szabienen (Klein Schabienen, Kleinlautersee) in der Provinz Ostpreußen.

## Geschichte
Das Dorf Szabienen erhielt zwischen 1565 und 1570 auf Anordnung von Herzog Albrecht von Preußen eine erste einfache Holzkirche. Sie wurde Pfarrkirche für den ganzen südlichen Teil des damaligen Kreises Darkehmen. 1609 wurde sie aus der Inspektion von Insterburg herausgelöst. In der Kirche wurde deutsch, litauisch und polnisch gepredigt. 1657 wurde das Gebäude bei einem Tatarenüberfall zerstört und 1672 wieder aufgebaut. 1741 erfolgte ein massiver Neubau, 1746 wurde der Turm fertiggestellt. 1817 wurden die Längswände erneut gefestigt. 1864/65 wurde das Innere neu gestaltet, unter anderem wurden dorische Holzsäulen eingezogen.
Im Ersten Weltkrieg wurde das Gebäude durch Granatenbeschuss beschädigt, im Zweiten Weltkrieg blieb das Äußere weitestgehend unbeschädigt.
1945 wurde die Kirche der polnischen römisch-katholischen Kirche übergeben. 1968 erhielt sie den Namen Kirche der Allerheiligsten Jungfrau Maria und wurde 1982 Hauptkirche einer Parafie.

## Architektur und Innenausstattung
Das Kirchengebäude ist ein dreischiffiger Bau mit einem Turm. Im Mittelschiff gibt es ein hölzernes Stichbogengewölbe, in den Seitenschiffen Flachdecken.
Von der Innenausstattung vor 1945 ist der Altar von etwa 1680 erhalten geblieben, der wahrscheinlich im Umfeld der Werkstatt des Bildhauers Johann Pfeffer entstand.

## Strukturen

### Gegenwart
Die Parafie Żabin gehört zum Dekanat Gołdap im Bistum Ełk.

### Bis 1945
Die Kirchengemeinde Klein Szabienen (1936–1938 Klein Schabienen, 1938–1945 Kleinlautersee) gehörte zum Kirchenkreis Darkehmen (1938–1945 Angerapp) der Kirchenprovinz Ostpreußen in der Kirche der Altpreußischen Union.
Kirchspiel Szabienen
Zum Kirchspiel Szabienen gehörten zahlreiche Orte, die heute teilweise in polnischem und teilweise in russischem Territorium liegen, einige gibt es nicht mehr. Orte mit einer ehemaligen Schule sind mit * gekennzeichnet.
- Adamischken (Antonowka, R.)
- Alt Ballupönen/Schanzenhöh (Stare Gajdzie, Pl.)
- Alt Kermuschienen/Kermenau (Kiermuszyny Małe, Pl.)
- Alt Stumbrakehmen (Saretschje, R.)
- Angerapp/Kleinangerapp (Rapa, Pl.)
- Antmeschken/Meßken (Antomieszki, Pl,)
- Brassen (Brjusowo, R.)
- Broszaitschen/Brosen* (Brożajcie, Pl.)
- Christiankehmen* (Maiskoje, R.)
- Eszerienen/Escherienen/Seehagen (Pl.)
- Gotthardsthal (Swerewo, R.)
- Groß Medunischken/Großmedien* (Mieduniszki Wielkie, Pl.)
- Groß Szabienen/Groß Schabienen/Großlautersee (Pl.)
- Griesgirren/Grieswalde (Gryżewo, Pl.)
- Jaggeln/Kleinzedmar (Jagiele, Pl.)
- Jodszinn/Jodschinn/Sausreppen* (Tschistopolje, R.)
- Königlich Szabienen/Alt Schabienen/Altlautersee (Stary Żabin, Pl.)
- Klein Medunischken/Medunen (Mieduniszki Małe, Pl.)
- Klein Szabienen/Klein Schabienen/Kleinlautersee (Żabin, Pl.)
- Neu Kermuschienen/Kermenau (Kiermuszyny Małe, Pl.)
- Paulsdorf (Pl)
- Radkehmen/Wittrade (Radkiejmy, Pl.)
- Skallischen/Altheide (Skalisze, Pl.)
- Sodarren/Soden (Pl.)
- Stobrigkehlen/Stillheide* (Ściborki, Pl.)
- Uszblenken/Uschblenken/Blinkersee (Pl.)
- Zargen (Szarek, Pl.)

Pfarrer
Folgende Pfarrer von Klein Szabienen sind bekannt. Bis in das 17. Jahrhundert predigten die meisten auch litauisch, einige dazu noch polnisch.
- Leonhard Wirczinski
- Andreas Wirczinski, 1590
- Stanislaus Wirczinski, 1595/1612
- Johann von Stein, 1615
- Heinrich Buchholtzer, bis 1655
- George von Stein, 1655–1697
- Fabian Sempf, 1677–1688
- Fabian Schachtmeyer, 1697–1709
- Wilhelm Dullo, 1709–1710
- Martin Radtke, 1711–1730
- Heinrich Ernst Rabe, 1731–1734
- Friedrich Ryßka, 1834–1745
- Georg Friedrich Gazali, 1745–1771
- Carl Wilhelm Glogau, 1771–1783
- Friedrich August von Essen, 1785–1794
- Johann Jacob Steinkampf, 1794–1807
- Christian Unverdorben, 1808–1812
- Adolf Fürchtegott Kah, 1817–1825
- Johann Ernst Haack, 1825–1849
- Wilhelm Stengel, 1849–1890[5]
- Karl Ferdinand F. Fretschien, 1894–1907
- Adolf Gotthard von Popwski, 1907–1924
- Ewald Quittschau, 1924–1929
- Werner Mingo, 1928–1930
- Helmut Walsdorf, 1931–1940
- Heinz Tetzlaff, 1940–1943

Litauische Pfarrer
Von 1621 bis 1817 wurde ein weiterer Pfarrer eingestellt, der litauisch predigte.
- Wolfgang Vogelius, 1621/1634
- Johann Freytag, 1654/1677
- Daniel Friedrich Pastenacius, 1678–1697
- Johann Gottlieb Marks, 1785–1788
- Johann Jacob Steinkampf, 1788–1794
- Johann Friedrich Glogau,
1795–1799
- David Seger, 1801–1802
- Heinrich Albert Schulz, 1803–1807
- Georg Samuel Fritz, 1807–1817